# Lincoln Village (Ohio)
Pour les articles homonymes, voir Lincoln Village.
Lincoln Village est une census-designated place située dans le comté de Franklin, dans l’État de l’Ohio, aux États-Unis. Sa population s’élevait à 9 032 habitants lors du recensement de 2010, contre 9 482 habitants en 2000.

## Source
- (en) Cet article est partiellement ou en totalité issu de l’article de Wikipédia en anglais intitulé « Lincoln Village, Ohio » (voir la liste des auteurs).